# Tim Hightower
Timothy Michael Hightower (født 23. maj 1986 i Santa Ana, Californien) er en amerikansk fodbold-runningback, der pt. er free agent. Han har tidligere spillet en årrække i NFL, hvor han har repræsenteret Arizona Cardinals og Washington Redskins.

## Klubber
- Arizona Cardinals (2008–2010)
- Washington Redskins (2011)